# Botanical Journal of the Linnean Society
Il Botanical Journal of the Linnean Society è una rivista scientifica che pubblica articoli originali relativi alla tassonomia di tutti i gruppi di piante e funghi, tra cui: anatomia, biosistematica, citologia, ecologia, etnobotanica, microscopia elettronica, morfogenesi, paleobotanica, palinologia e fitochimica.
Dal gennaio 2017 la rivista è pubblicata dalla Oxford University Press per conto della Linnean Society di London. Il est disponible en formats papier et électronique., mentre in precedenza era pubblicata dalla John Wiley & Sons. Essa è disponibile sia in formato cartaceo che online.
Come il Biological Journal of the Linnean Society (pubblicato dal 1858), anche il Botanical Journal of the Linnean Society nasce dalla rivista originale della società, intitolata Transactions, che trattava i primi articoli di Charles Darwin e William Wallace, diventando una pubblicazione essenziale e contemporanea per tutti coloro che attualmente lavorano nel campo della botanica.
Il primo numero fu pubblicato nel marzo 1856 (vol. 1, n. 1) con il titolo Journal of the Proceedings of the Linnean Society of London. Botany, fino al giugno 1865 (vol. 9, n. 33-34), quando divenne Journal of the Linnean Society of London, Botany. Ha adottato il titolo attuale nel gennaio 1969 (vol. 62, n. 1).
Nel 2024, ha ricevuto un fattore di impatto pari a 2,3.
Nei Paesi in via di sviluppo la rivista è consultabile in modalità di accesso aperto tramite il sito AGORA.